# Goteta de Flügge
Una goteta respiratòria o goteta de Flügge és una partícula formada majoritàriament per aigua que és prou gran com per caure a terra ràpidament després de ser produïda, sovint es defineix com un diàmetre superior a 5-10 μm. Les gotetes respiratòries es poden produir de manera natural com a conseqüència de respirar, parlar, esternudar, tossir o vòmitar, o es poden generar artificialment mitjançant procediments mèdics que generin aerosols.
Les gotetes respiratòries són diferents que els nuclis goticulars (de Well), que són menors de 5-10 μm i poden romandre en suspensió a l'aire durant períodes importants.
Les gotetes són el medi habitual de transmissió aèria de malalties.
La seva existència i importància fou demostrada en la dècada de 1890 pel bacteriòleg i higienista Carl Flügge.

## Formació

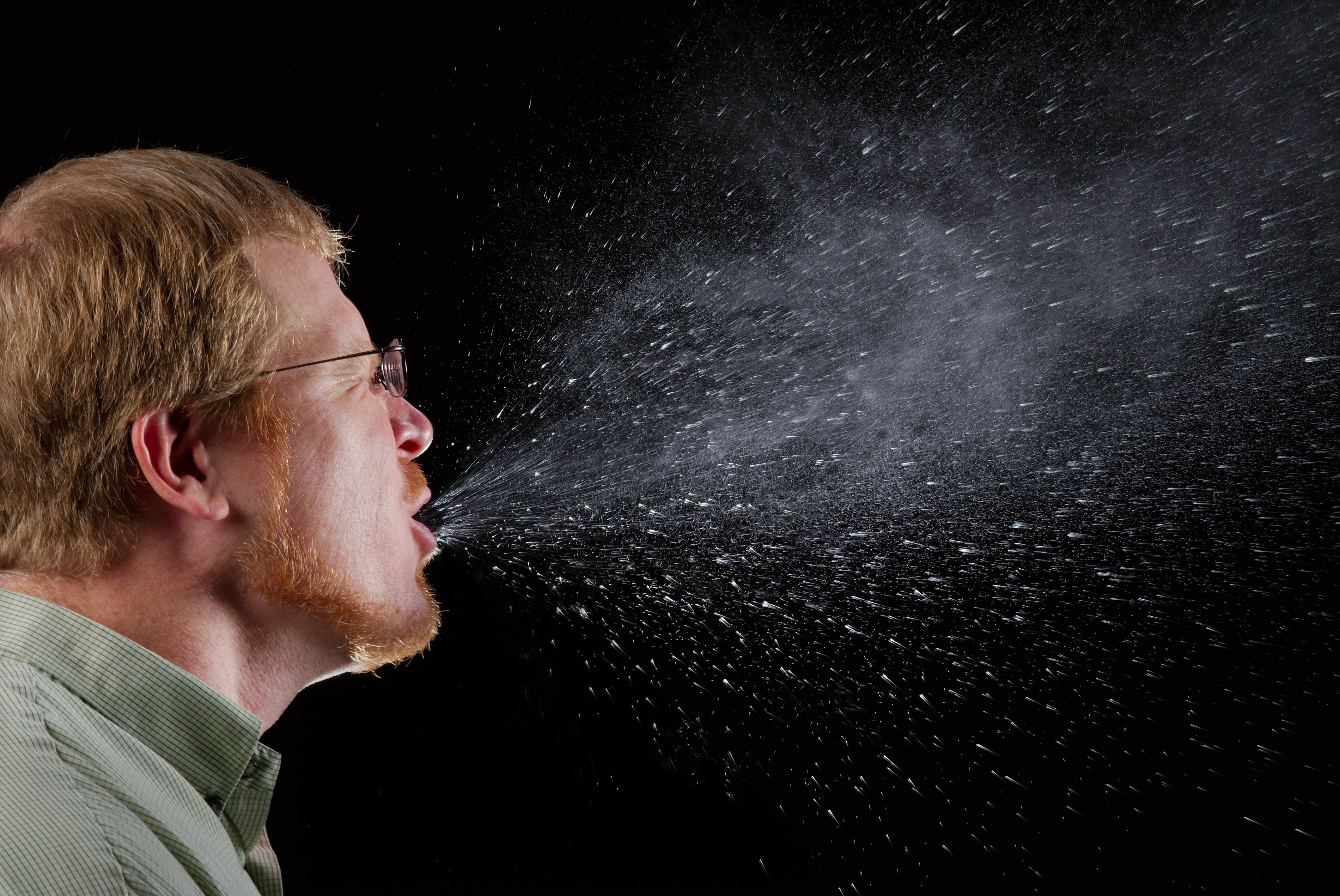
Els esternuts, junt amb la tos, són les formes més importants de formació de les gotetes.

Les gotetes respiratòries es poden produir: 
- De forma natural com a conseqüència d'esternuts, tos, cantar, parlar o respirar.
- Artificialment en un entorn sanitari mitjançant procediments generadors d'aerosols com intubació, reanimació cardiopulmonar (RCP), broncoscòpia, cirurgia i autòpsia.[3]

## Paper de la transmissió de malalties
La transmissió de gotetes respiratòries és la ruta habitual per a infeccions respiratòries. La transmissió es pot produir quan les gotetes respiratòries arriben a superfícies mucoses susceptibles, com ara als ulls, al nas o a la boca. Això també pot ocórrer indirectament mitjançant el contacte amb superfícies contaminades quan les mans toquen la cara. Les gotetes respiratòries són grans i no poden romandre en suspensió a l'aire durant gaire temps i s'escampen a distàncies curtes.
Les gotestes transmeten el virus de la grip, rinovirus, virus sincicial respiratori, enterovirus i norovirus; morbillivirus del xarampió; i coronavirus com el de la SARS i el que causa la COVID-19. Els agents de la infecció bacteriana i fúngica també es poden transmetre per gotetes respiratòries. Per contra, tan sols un nombre limitat de malalties es poden propagar per transmissió a l'aire després que la goteta respiratòria s'assegui.